# Polimorfizem (kristalografija)
V kristalografiji je polimorfizem sposobnost trdnine, da ima več kot eno kristalno strukturo. Polimorfizem se se lahko pojavlja v vsaki kristalinični snovi, vključno s polimeri, minerali in kovinami in je soroden z alotropijo, ki se nanaša na trdne elemente. Popolna morfologija snovi ni opisana samo s polimorfizmom, ampak tudi z drugimi spremenljivkami, na primer s kristalnim habitom, lomom, barvo črte, trdoto itd. 
Če ima snov samo dva polimorfa, govorimo o dimorfizmu.
Polimorfizem je pomemben predvsem na področju farmacije, agrokemije, pigmentov, barvil, hrane in eksplozivovo.
Kadar je polimorfizem rezultat razlike v kristalnem skladu, se imenuje polimorfizem kristalnega sklada. Polimorfizem je lahko tudi posledica obstoja različnih konformacij iste molekule. V tem primer govorimo o konformacijskem polimorfizmu. V psevdopolimorfizmu so različni tipi kristalov posledica hidratacije ali solvatacije. Primer organskega polimorfa je glicin, ki kristalizira v monoklinskih ali heksagonalnih kristalih. Mnogo kristalnih struktur tvori kremen (SiO2). Najpomembnejše so α-SiO2, β-SiO2, tridimit, kristobalit, cezit in stišovit.
Analogen pojav za amorfne snovi se imenuje poliamorfizem in pomeni, da ima amorfna snov več amorfnih modifikacij.

## Termodinamika
S stališča termodinamike obstajata dve vrsti polomorfizma: monotropni in enantiotropni. 
Monotropni polimorfizem je polimorfizem, v katerem ni nobene temperature prehoda, pri kateri bi bila polimorfa v ravnotežju. Povedano drugače to pomeni, da so vsi prehodi iz enega polimorfa v drugega ireverzibilni. Takšna polimorfa (točneje alotropa) sta na primer grafit in diamant.
Bolj pogost je enantiotropni polimorfizem, v katerem so polimorfi obstojni na nekem temperaturnem območju, pri točno določeni temperaturi pa prehajajo eden v drugega. Prehodi so reverzibilni. Takšna polimorfa (točneje alotropa) sta beli (kovinski) kositer, ki je obstojen nad temperaturo 13,2 °C, in sivi (nekovinski) kositer, ki je obstojen pod to temperaturo.
Odkritje polimorfizma pri organskih spojinah pripisujejo Friedrichu Wöhlerju in Justusu von Liebigu, ki sta leta 1832 raziskovala vrelo raztopino benzamida (C6H5CONH2): benzamid je na začetku kristaliziral v obliki svilenih  iglic, ki so počasi prešle v rombične kristale. Sodobne analize so odkrile tri polimorfe benzamida. Najmanj stabilna je ortorombska oblika II,  ki nastane pri zelo hitrem ohlajanju raztopine. Sledi ji monoklinska oblika III, ki sta jo opazila Wöhler in Liebig. Najbolj stabilna je monoklinska oblika I.. Vzorec vodikovih vezi je v vseh treh oblikah enak, čeprav se močno razlikujejo v interakcijah π-π.

## Vzroki
Polimorfi imajo različne stabilnosti in lahko pri določeni temperaturi spontano preidejo iz metastabilne (ali nestabilne) oblike v stabilno obliko. Imajo tudi različna tališča, topnosti, kar vpliva na hitrost raztapljanja nekaterih zdravil in njihovo učinkovitost, in različne rentgenske difrakcijske vzorce. 
Glavni vzrok za nastanek različnih polimorfnih oblik so različni pogoji kristalizacije. Mednje spadajo:
- vpliv topila; kristalni skladi so v polarnih in nepolarnih topilih lahko različni
- nečistoče
- stopnja prenasičenosti raztopine iz katerega snov kristalizira; koncentracija, ki je veliko višja od topnosti, bolj verjetno povzroči rast metastabilnih tvorb
- temperatura kristalizacije
- geometrija kovalentnih vezi; razlike lahko povzročijo konformacijski polimorfizem
- spremembe režima mešanja

Polimorfizem še vedno ni povsem pojasnjen. Leta 2006 so na primer odkrili novo kristalno obliko maleinske kisline, kar je celih 124 let potem, ko so prvič začeli preučevati njeno kristalno strukturo. Maleinska kislina se proizvaja industrijsko in se kot sol uporablja v medicini. Nova vrsta kristalov je nastala pri sokristalizaciji kofeina in maleinske kisline v razmerju 2:1. Komponenti sta kristalizirali iz kloroforma, ki je izpareval zelo počasi. Poznana oblika kristalov (oblika I)  je imela monoklinsko prostorsko skupino P21/c, nova oblika II pa prostorsko skupino Pc. Oba polimorfa sta zgrajena iz skladov molekul, ki so povezani z vodikovimi vezmi karboksilnih skupin, samo da so skladi v obliki I izmenični glede na neto dipolni moment, v obliki II pa so orientirani v isto smer. 
1,3,5-trinitrobenzen je poznan že 125 let in se je pred uvedbo bolj varnega 2,4,6-trinitrotoluena  uporabljal kot eksploziv. 1,3,5-trinitrobenzen je imel samo eno poznano prostorsko skupino - Pbca. Leta 2004 so odkrili njegov polimorf s prostorsko skupino Pca21, ki je nastala pri kristalizaciji aditiva trisindana. Poskus je pokazal, da lahko tudi aditivi povzročijo nastanek polimorfnih oblik.

## Ostwaldovo pravilo
Ostwaldovo pravilo, ki ga je postavil Wilhelm Ostwald, pravi, da na splošno ne kristalizira najprej najbolj stabilen, ampak najbolj nestabilen polimorf. Pravilo potrjuje že omenjeni benzamid, pa tudi dolomit in fosfor, ki pri sublimaciji najprej tvori manj stabilni beli in nato bolj stabilni rdeči alotrop.
Pojav se lahko razloži z ireverzibilno termodinamiko, strukturnimi povezavami ali kombiniranjem statistične termodinamike in strukturnih sprememb v odvisnosti od temperature. Ostwaldovo pravilo ni splošno veljaven zakom, ampak samo tendenca, ki se pojavlja v naravi.